# François Prume
François Hubert Prume (Stavelot, 3 giugno 1816 – Stavelot, 14 luglio 1849) è stato un violinista belga.
Entrato nel conservatorio di Liegi nel 1827, diventerà professore di violino all'età di 17 anni. Nel 1839 visita la Germania, l'Ungheria, la Russia e i paesi scandinavi.